# Aries Tour
Aries Tour fue una gira de conciertos perteneciente al intérprete mexicano Luis Miguel durante 1993 y 1994 para promocionar su álbum Aries.

## Lista de canciones
| Aries Tour : Mayo/5/1993 - Julio/24/1994 | |                                               |          |  |
| N.º                                      | Título | Original album                                | Duración |  |
| 1.                                       | «Introduction»                                                                                               |                                               |          |  |
| 2.                                       | «América, América»                                                                                           | América & En Vivo                             |          |  |
| 3.                                       | «Dame Tu Amor»                                                                                               | Aries                                         |          |  |
| 4.                                       | «Entrégate»                                                                                                  | 20 Años                                       |          |  |
| 5.                                       | «Oro de Ley»                                                                                                 | 20 Años                                       |          |  |
| 6.                                       | «Alguien Como Tú»                                                                                            | 20 Años                                       |          |  |
| 7.                                       | «Medley» (Yo Que No Vivo Sin Ti / Culpable o No / Más Allá de Todo / Fría Como el Viento / La Incondicional) | Soy Como Quiero Ser, 20 Años, Busca Una Mujer |          |  |
| 8.                                       | «Suave» | Aries                                         |          |  |
| 9.                                       | «Tengo Todo Excepto a Ti»                                                                                    | 20 Años                                       |          |  |
| 10.                                      | «Hasta Que Me Olvides»                                                                                       | Aries                                         |          |  |
| 11.                                      | «Qué Nivel de Mujer»                                                                                         | Aries                                         |          |  |
| 12.                                      | «Ayer» | Aries                                         |          |  |
| 13.                                      | «No Me Platiques Más»                                                                                        | Romance                                       |          |  |
| 14.                                      | «La Puerta»                                                                                                  | Romance                                       |          |  |
| 15.                                      | «La Barca»                                                                                                   | Romance                                       |          |  |
| 16.                                      | «Cuando Vuelva a Tu Lado»                                                                                    | Romance                                       |          |  |
| 17.                                      | «No Sé Tú»                                                                                                   | Romance                                       |          |  |
| 18.                                      | «Mucho Corazón»                                                                                              | Romance                                       |          |  |
| 19.                                      | «Inolvidable»                                                                                                | Romance                                       |          |  |
| 20.                                      | «Será Que No Me Amas»                                                                                        | 20 Años                                       |          |  |
| 21.                                      | «Un Hombre Busca Una Mujer»                                                                                  | Busca Una Mujer                               |          |  |
| 22.                                      | «Cuando Calienta el Sol»                                                                                     | Soy Como Quiero Ser                           |          |  |

| Aries Tour : 5 Mayo 1993 – 12 Febrero 1994 | |                                               |          |  |
| N.º                                        | Título | Original album                                | Duración |  |
| 1.                                         | «Introducción»                                                                                               |                                               |          |  |
| 2.                                         | «América, América»                                                                                           | América & En Vivo                             |          |  |
| 3.                                         | «Dame Tu Amor»                                                                                               | Aries                                         |          |  |
| 4.                                         | «Entrégate»                                                                                                  | 20 Años                                       |          |  |
| 5.                                         | «Oro de Ley»                                                                                                 | 20 Años                                       |          |  |
| 6.                                         | «Alguien Como Tú»                                                                                            | 20 Años                                       |          |  |
| 7.                                         | «Medley» (Yo Que No Vivo Sin Ti / Culpable o No / Más Allá de Todo / Fría Como el Viento / La Incondicional) | Soy Como Quiero Ser, 20 Años, Busca una Mujer |          |  |
| 8.                                         | «Suave» | Aries                                         |          |  |
| 9.                                         | «Tengo Todo Excepto a Ti»                                                                                    | 20 Años                                       |          |  |
| 10.                                        | «Intro (Guitar) / Hasta Que Me Olvides»                                                                      | Aries                                         |          |  |
| 11.                                        | «Intro (Drums) / Qué Nivel de Mujer»                                                                         | Aries                                         |          |  |
| 12.                                        | «Ayer» | Aries                                         |          |  |
| 13.                                        | «No Me Platiques Más»                                                                                        | Romance                                       |          |  |
| 14.                                        | «La Puerta»                                                                                                  | Romance                                       |          |  |
| 15.                                        | «La Barca»                                                                                                   | Romance                                       |          |  |
| 16.                                        | «Cuando Vuelva a Tu Lado»                                                                                    | Romance                                       |          |  |
| 17.                                        | «No Sé Tú»                                                                                                   | Romance                                       |          |  |
| 18.                                        | «Mucho Corazón»                                                                                              | Romance                                       |          |  |
| 19.                                        | «Inolvidable»                                                                                                | Romance                                       |          |  |
| 20.                                        | «Será Que No Me Amas»                                                                                        | 20 Años                                       |          |  |
| 21.                                        | «Un Hombre Busca Una Mujer»                                                                                  | Busca una Mujer                               |          |  |
| 22.                                        | «Cuando Calienta el Sol»                                                                                     | Soy Como Quiero Ser                           |          |  |

| Aries Tour : 21 February 1994 – 21 July 1994 | |                                               |          |  |
| N.º                                          | Título | Original album                                | Duración |  |
| 1.                                           | «Introduction»                                                                                               |                                               |          |  |
| 2.                                           | «América, América»                                                                                           | América & En Vivo                             |          |  |
| 3.                                           | «Dame Tu Amor»                                                                                               | Aries                                         |          |  |
| 4.                                           | «Pensar En Ti»                                                                                               | Aries                                         |          |  |
| 5.                                           | «Un Hombre Busca Una Mujer»                                                                                  | Busca una Mujer                               |          |  |
| 6.                                           | «Medley» (Yo Que No Vivo Sin Ti / Culpable o No / Más Allá de Todo / Fría Como el Viento / La Incondicional) | Soy Como Quiero Ser, 20 Años, Busca una Mujer |          |  |
| 7.                                           | «Suave» | Aries                                         |          |  |
| 8.                                           | «Intro (Guitar) / Hasta Que Me Olvides»                                                                      | Aries                                         |          |  |
| 9.                                           | «Intro (Drums) / Qué Nivel de Mujer»                                                                         | Aries                                         |          |  |
| 10.                                          | «Ayer» | Aries                                         |          |  |
| 11.                                          | «La Barca»                                                                                                   | Romance                                       |          |  |
| 12.                                          | «No Sé Tú»                                                                                                   | Romance                                       |          |  |
| 13.                                          | «Inolvidable»                                                                                                | Romance                                       |          |  |
| 14.                                          | «Mucho Corazón»                                                                                              | Romance                                       |          |  |
| 15.                                          | «Será Que No Me Amas»                                                                                        | 20 Años                                       |          |  |
| 16.                                          | «Cuando Calienta el Sol»                                                                                     | Soy Como Quiero Ser                           |          |  |

r 

Toluca  estadio bombonera

| Fecha                    | Ciudad           | País                 | Recinto                                                     |              |              |              |
| Norteamérica             | Norteamérica     | Norteamérica         | Norteamérica                                                | Norteamérica | Norteamérica | Norteamérica |
| ------------------------ | ---------------- | -------------------- | ----------------------------------------------------------- | ------------ | ------------ | ------------ |
| 5 de mayo de 1993        | Acapulco         | México               | Centro de Convenciones Teotihuacán (Festival Acapulco 1993) |              |              |              |
| 6 de mayo de 1993        | Guadalajara      | México               | (Cena show)                                                 |              |              |              |
| 7 de mayo de 1993        | Guadalajara      | México               | (Cena show)                                                 |              |              |              |
| 8 de mayo de 1993        | Guadalajara      | México               | (Cena show)                                                 |              |              |              |
| 9 de mayo de 1993        | Querétaro        | México               | Estadio Corregidora                                         |              |              |              |
| 10 de mayo de 1993       | Ciudad de México | México               | Centro De Espectáculos Premier                              |              |              |              |
| 12 de mayo de 1993       | Puebla           | México               | Centro Libanés                                              |              |              |              |
| 14 de mayo de 1993       | Hidalgo          | México               | (Show Privado)                                              |              |              |              |
| 15 de mayo de 1993       | Pachuca          | México               | Poliforum José María Morelos y Pavón                        |              |              |              |
| 16 de mayo de 1993       | Cuernavaca       | México               | /                                                           |              |              |              |
| 20 de mayo de 1993       | San Juan         | Puerto Rico          | Hotel Hilton                                                |              |              |              |
| 21 de mayo de 1993       | San Juan         | Puerto Rico          | Estadio Hiram Bithorn                                       |              |              |              |
| 23 de mayo de 1993       | Santo Domingo    | República Dominicana | Estadio Quisqueya                                           |              |              |              |
| 24–26 de mayo de 1993    | Ciudad de México | México               | La casa Longoria (Shooting video AYER)                      |              |              |              |
| 28 de mayo de 1993       | Acapulco         | México               | Video Visa (Show Privado)                                   |              |              |              |
| 29 de mayo de 1993       | Acapulco         | México               | Festival Acapulco                                           |              |              |              |
| 1 de junio de 1993       | San Diego        | Estados Unidos       | San Diego Sports Arena                                      |              |              |              |
| 3 de junio de 1993       | Ciudad de México | México               | Auditorio Nacional                                          |              |              |              |
| 4 de junio de 1993       | Ciudad de México | México               | Auditorio Nacional                                          |              |              |              |
| 5 de junio de 1993       | Ciudad de México | México               | Auditorio Nacional                                          |              |              |              |
| 6 de junio de 1993       | Ciudad de México | México               | Auditorio Nacional                                          |              |              |              |
| 8 de junio de 1993       | Ciudad de México | México               | Auditorio Nacional                                          |              |              |              |
| 9 de junio de 1993       | Ciudad de México | México               | Auditorio Nacional                                          |              |              |              |
| 10 de junio de 1993      | Ciudad de México | México               | Auditorio Nacional                                          |              |              |              |
| 11 de junio de 1993      | Ciudad de México | México               | Auditorio Nacional                                          |              |              |              |
| 12 de junio de 1993      | Ciudad de México | México               | Auditorio Nacional                                          |              |              |              |
| 13 de junio de 1993      | Ciudad de México | México               | Auditorio Nacional                                          |              |              |              |
| 17 de junio de 1993      | Miami            | Estados Unidos       | James L. Knight Center                                      |              |              |              |
| 18 de junio de 1993      | Miami            | Estados Unidos       | James L. Knight Center                                      |              |              |              |
| 19 de junio de 1993      | Miami            | Estados Unidos       | James L. Knight Center                                      |              |              |              |
| 20 de junio de 1993      | Boston           | Estados Unidos       | /                                                           |              |              |              |
| 24 de junio de 1993      | Washington       | Estados Unidos       | /                                                           |              |              |              |
| 25 de junio de 1993      | Atlanta          | Estados Unidos       | /                                                           |              |              |              |
| 26 de junio de 1993      | Atlanta          | Estados Unidos       | /                                                           |              |              |              |
| 27 de junio de 1993      | Atlanta          | Estados Unidos       | /                                                           |              |              |              |
| 2 de julio de 1993       | Monterrey        | México               | Cintermex                                                   |              |              |              |
| 4 de julio de 1993       | Saltillo         | México               | /                                                           |              |              |              |
| 8 de julio de 1993       | Monterrey        | México               | Plaza de Toros                                              |              |              |              |
| 9 de julio de 1993       | Hermosillo       | México               | /                                                           |              |              |              |
| 10 de julio de 1993      | Chihuahua        | México               | /                                                           |              |              |              |
| 11 de julio de 1993      | Ciudad Juárez    | México               | Estadio Olímpico Benito Juárez                              |              |              |              |
| 16 de julio de 1993      | Ciudad de México | México               | Arroyo Satélite (Cena Show)                                 |              |              |              |
| 18 de julio de 1993      | Mexicali         | México               | /                                                           |              |              |              |
| 23 de julio de 1993      | Veracruz         | México               | (Cena show)                                                 |              |              |              |
| 24 de julio de 1993      | Veracruz         | México               | /                                                           |              |              |              |
| 25 de julio de 1993      | Valles           | México               | /                                                           |              |              |              |
| 30 de julio de 1993      | San Luis Potosí  | México               | /                                                           |              |              |              |
| 31 de julio de 1993      | Tampico          | México               | Discothèque Biblos                                          |              |              |              |
| 1 de agosto de 1993      | Tampico          | México               | Centro de convenciones                                      |              |              |              |
| 4 de agosto de 1993      | Cancún           | México               | /                                                           |              |              |              |
| 6 de agosto de 1993      | Mérida           | México               | Parque Kukulcán Álamo                                       |              |              |              |
| 7 de agosto de 1993      | Villahermosa     | México               | /                                                           |              |              |              |
| 8 de agosto de 1993      | Tuxtla           | México               | /                                                           |              |              |              |
| 11 de agosto de 1993     | Tapachula        | México               | (Inauguración hotel)                                        |              |              |              |
| Centroamérica            |                  |                      |                                                             |              |              |              |
| 21 de agosto de 1993     | Guatemala City   | Guatemala            | Estadio Mateo Flores                                        |              |              |              |
| 23 de agosto de 1993     | Panama City      | Panamá               | Teatro Anayansi                                             |              |              |              |
| 24 de agosto de 1993     | Panama City      | Panamá               | Teatro Anayansi                                             |              |              |              |
| 27 de agosto de 1993     | Tegucigalpa      | Honduras             | Estadio Chochi Sosa                                         |              |              |              |
| 29 de agosto de 1993     | San Salvador     | El Salvador          | Estadio Nacional Jorge "El Mágico" González                 |              |              |              |
| Norteamérica             |                  |                      |                                                             |              |              |              |
| 11 de septiembre de 1993 | Nueva York       | Estados Unidos       | Madison Square Garden                                       |              |              |              |
| 12 de septiembre de 1993 | Chicago          | Estados Unidos       | UIC Pavilion                                                |              |              |              |
| 15 de septiembre de 1993 | Las Vegas        | Estados Unidos       | Circus Maximus Theatre                                      |              |              |              |
| 16 de septiembre de 1993 | Las Vegas        | Estados Unidos       | Circus Maximus Theatre                                      |              |              |              |
| 17 de septiembre de 1993 | Las Vegas        | Estados Unidos       | Circus Maximus Theatre                                      |              |              |              |
| 23 de septiembre de 1993 | Los Ángeles      | Estados Unidos       | Universal Amphitheatre                                      |              |              |              |
| 24 de septiembre de 1993 | Los Ángeles      | Estados Unidos       | Universal Amphitheatre                                      |              |              |              |
| 25 de septiembre de 1993 | Los Ángeles      | Estados Unidos       | Universal Amphitheatre                                      |              |              |              |
| 26 de septiembre de 1993 | Los Ángeles      | Estados Unidos       | Universal Amphitheatre                                      |              |              |              |
| ? septiembre de 1993     | Ciudad de México | México               | Jewish Community Center                                     |              |              |              |
| 1 de octubre de 1993     | Ciudad de México | México               | Colegio Cumbres                                             |              |              |              |
| 2 de octubre de 1993     | Xochimilco       | México               | /                                                           |              |              |              |
| 3 de octubre de 1993     | Irapuato         | México               | /                                                           |              |              |              |
| 8 de octubre de 1993     | Ensenada         | México               | /                                                           |              |              |              |
| 9 de octubre de 1993     | Tijuana          | México               | /                                                           |              |              |              |
| 10 de octubre de 1993    | Mexicali         | México               | /                                                           |              |              |              |
| 12 de octubre de 1993    | Ciudad de México | México               | Reino Aventura (Show Privado)                               |              |              |              |
| 15 de octubre de 1993    | Guadalajara      | México               | Hyatt Hotel (Concierto V.I.P)                               |              |              |              |
| 16 de octubre de 1993    | Guadalajara      | México               | Hyatt Hotel (Concierto V.I.P)                               |              |              |              |
| 17 de octubre de 1993    | Aguascalientes   | México               | /                                                           |              |              |              |
| 20 de octubre de 1993    | Acapulco         | México               | /                                                           |              |              |              |
| 30 de octubre de 1993    | Cuernavaca       | México               | /                                                           |              |              |              |
| 31 de octubre de 1993    | Ciudad de México | México               | Auditorio Nacional                                          |              |              |              |
| Sudamérica               |                  |                      |                                                             |              |              |              |
| 6 de noviembre de 1993   | Lima             | Perú                 | Muelle1 (Concierto V.I.P)                                   |              |              |              |
| 7 de noviembre de 1993   | Lima             | Perú                 | Estadio Alianza Lima                                        |              |              |              |
| 9 de noviembre de 1993   | Quito            | Ecuador              | Coliseo General Rumiñahui                                   |              |              |              |
| 11 de noviembre de 1993  | Guayaquil        | Ecuador              | Estadio Modelo Alberto Spencer                              |              |              |              |
| 17 de noviembre de 1993  | Buenos Aires     | Argentina            | Hotel Sheraton (Conferencia de prensa)                      |              |              |              |
| 18 de noviembre de 1993  | Buenos Aires     | Argentina            | Hotel Sheraton (Concierto)                                  |              |              |              |
| 19 de noviembre de 1993  | Buenos Aires     | Argentina            | Estadio Vélez Sarsfield                                     |              |              |              |
| 23 de noviembre de 1993  | Montevideo       | Uruguay              | Estadio Centenario                                          |              |              |              |
| 26 de noviembre de 1993  | Asunción         | Paraguay             | Estadio Defensores del Chaco                                |              |              |              |
| 1 de diciembre de 1993   | Santiago         | Chile                | Estadio Nacional                                            |              |              |              |
| Norteamérica             |                  |                      |                                                             |              |              |              |
| 15 de diciembre de 1993  | Ciudad de México | México               | Auditorio Nacional                                          |              |              |              |
| 16 de diciembre de 1993  | Ciudad de México | México               | Auditorio Nacional (Show Privado)                           |              |              |              |
| 18 de diciembre de 1993  | Las Vegas        | Estados Unidos       | Circus Maximus Theatre                                      |              |              |              |
| 19 de diciembre de 1993  | Las Vegas        | Estados Unidos       | Circus Maximus Theatre                                      |              |              |              |
| 20 de diciembre de 1993  | Las Vegas        | Estados Unidos       | Circus Maximus Theatre                                      |              |              |              |
| 21 de diciembre de 1993  | Las Vegas        | Estados Unidos       | Circus Maximus Theatre                                      |              |              |              |
| 12 de febrero de 1994    | Acapulco         | Bandera de México    | Inauguración de Palladio discothèque                        |              |              |              |
| Sudamérica               |                  |                      |                                                             |              |              |              |
| 21 de febrero de 1994    | Viña del Mar     | Chile                | Anfiteatro de la Quinta Vergara (Festival Viña del Mar)     |              |              |              |
| 10 de mayo de 1994       | Maracaibo        | Venezuela            | Estadio Luis Aparicio El Grande                             |              |              |              |
| 11 de mayo de 1994       | Maracay          | Venezuela            | Plaza de toros Maestranza César Girón                       |              |              |              |
| 13 de mayo de 1994       | Valencia         | Venezuela            | Plaza de toros Monumental de Valencia                       |              |              |              |
| 14 de mayo de 1994       | Caracas          | Venezuela            | Estadio "La Rinconada"                                      |              |              |              |
| 7 de junio de 1994       | Bogotá           | Colombia             | Centro de Convenciones Gonzalo Jiménez de Quesada           |              |              |              |
| 10 de junio de 1994      | Bogotá           | Colombia             | Coliseo Cubierto el Campín                                  |              |              |              |
| Centroamérica            |                  |                      |                                                             |              |              |              |
| 21 de julio de 1994      | San Salvador     | El Salvador          | Estadio Nacional Jorge "El Mágico" González                 |              |              |              |
| 24 de julio de 1994      | Alajuela         | Costa Rica           | Estadio Alejandro Morera Soto                               |              |              |              |

- El show de Acapulco fue totalmente grabado para su transmisión en México por Televisa.
- El show de Buenos Aires fue totalmente grabado para su transmisión en Argentina por Canal 13.
- El show de Viña del Mar fue totalmente grabado para su transmisión en Chile por Mega

## Banda
- Vocalista: Luis Miguel
- Guitarra eléctrica y acústica: Kiko Cibrian
- Bajo: Lalo Carrillo
- Piano: Francisco Loyo
- Teclado: Arturo Pérez
- Baterista: Víctor Loyo
- Percusión: Leonardo López
- Saxofón: Jeff Nathanson
- Trompeta: Armando Cedillo
- Trompeta: Juan Arpero
- Trombón: Alejandro Carballo
- Coros: Ana Espina Salinas, Fedra Vargas, Patricia Tanus